# Hersir
Hersir era um comandante militar  da Escandinávia durante a Era viquingue, de um hundred de aliança comprometida com um hold (título nobiliárquico), Jarl — caudilho ou rei. Cada hersir comandava cerca de 200 pessoas que juravam aliança a um jarl ou a um senhor. Tal como a classe-média em muitas sociedades feudais, eles apoiavam os reis em sua centralização do poder.Geralmente eles comandavam navios viquingues com exércitos para saque de reinos inimigos.
O equipamento básico do hersir era um elmo cônico, e uma cota de malha curta. A maior parte usava uma espada de ferro e, certas vezes, um escudo de madeira. Sabe-se que alguns outros também usavam machados de uma ou até duas mãos. Eles também lutavam com martelos simples, formados por um bloco de pedra e uma haste de madeira ou de ferro para o manuseio da arma. Os hersirs lutavam sempre a pé, geralmente em uma formação de parede de escudos.
Na mitologia nórdica, Hersir refere-se também a um personagem em Rígsþula cuja filha Erna se casou com Jarl, filho do deus Ríg.